# Jan Bronner
Jan Bronner, (Zijpe, 24 de diciembre de 1881 - Laren (NH), 18 de mayo de 1972) fue un escultor neerlandés y ponente.

## Datos biográficos
Bronner nace en un pueblo de campesinos en el pólder de Zijpe. Hijo de un pintor. 
Se crio en Haarlem, donde su padre había encontrado trabajo. En la escuela primaria, su talento para el dibujo y la pintura sobresalen. 
Se formó en la Escuela de Artes Aplicadas de Haarlem en Haarlem. 
En 1906 hizo un intento fallido de iniciar los estudios en la Academia Nacional de Artes Visuales de Ámsterdam, pero tuvo que esperar a 1907 para ser admitido. Estudió allí hasta 1912. 
En 1910 gana el Premio de Roma . Durante una estancia en París conoció a Rodin, del que quedó vivamente impresionado. Jan Bronner fue también influido por Louis Royer.

## Obras

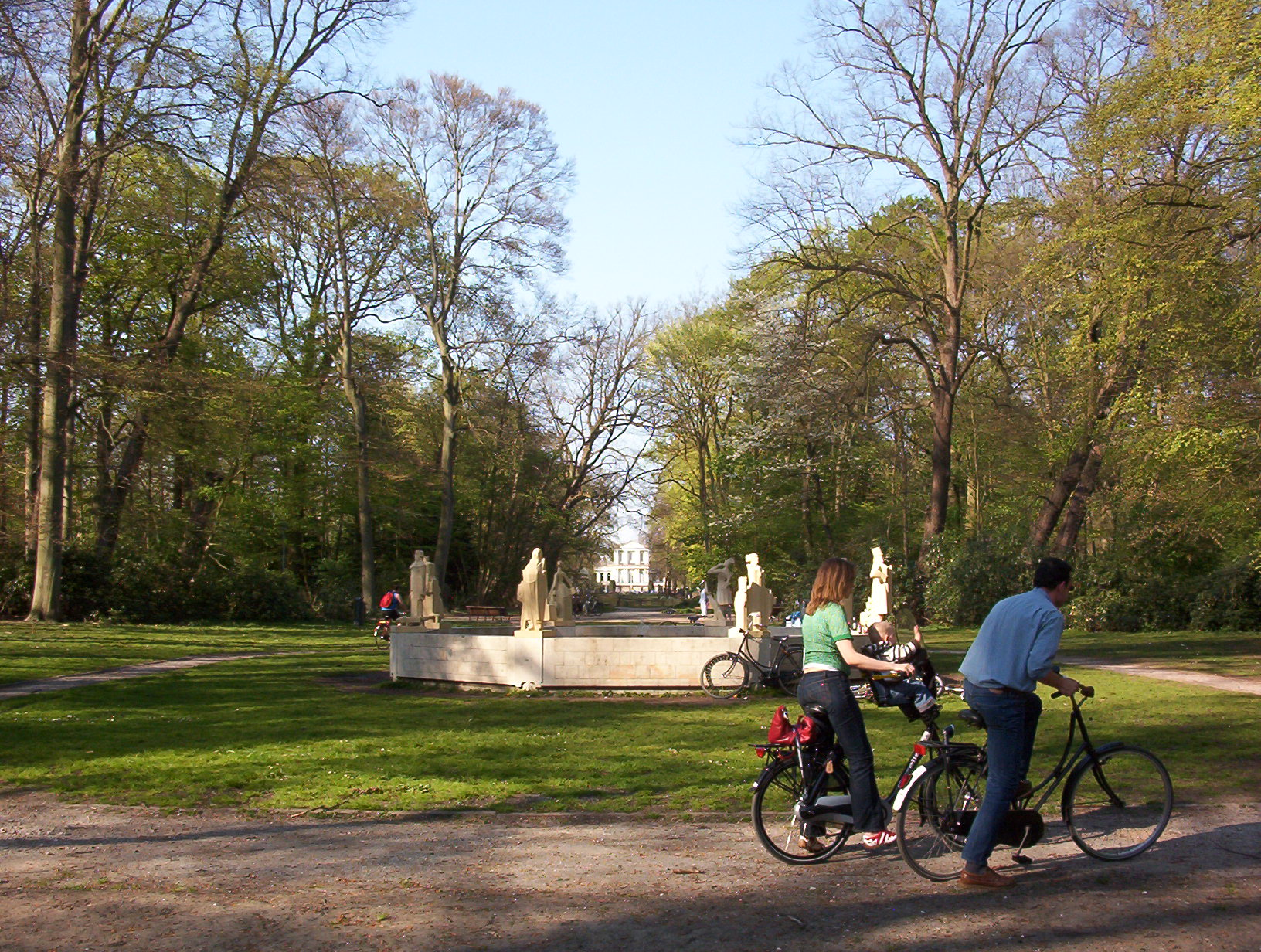
Monumento Hildebrand.

### Monumento Hildebrand
Una de las obras más famosas e importantes de Bronner es el Monumento a Hildebrand en el Bosque de Haarlem. En 1914, Bronner, resulta ganador con su diseño de un concurso en honor del centenario del nacimiento de Hildebrand , promovido por la ciudad de Haarlem . El monumento consistía en una fuente octogonal con los personajes de la Cámara Obscura, a una distancia de una base visto golpeados por el autor. Después de largas discusiones entre Bronner y el municipio de Haarlem, se llevó a cabo a partir de 1948, y hasta 1962 el Monumento a Hildebrand no fue dado a conocer . En 1986, la restauración de las estatuas del monumento , que se hicieron en vulnerable piedra caliza francesa de Euville, fueron reemplazadas por copias de una piedra más resistente. Las imágenes originales también son restauradas y desde 1990 en el jardín del Museo del castillo de Nijenhuis en Heino.

## Maestro

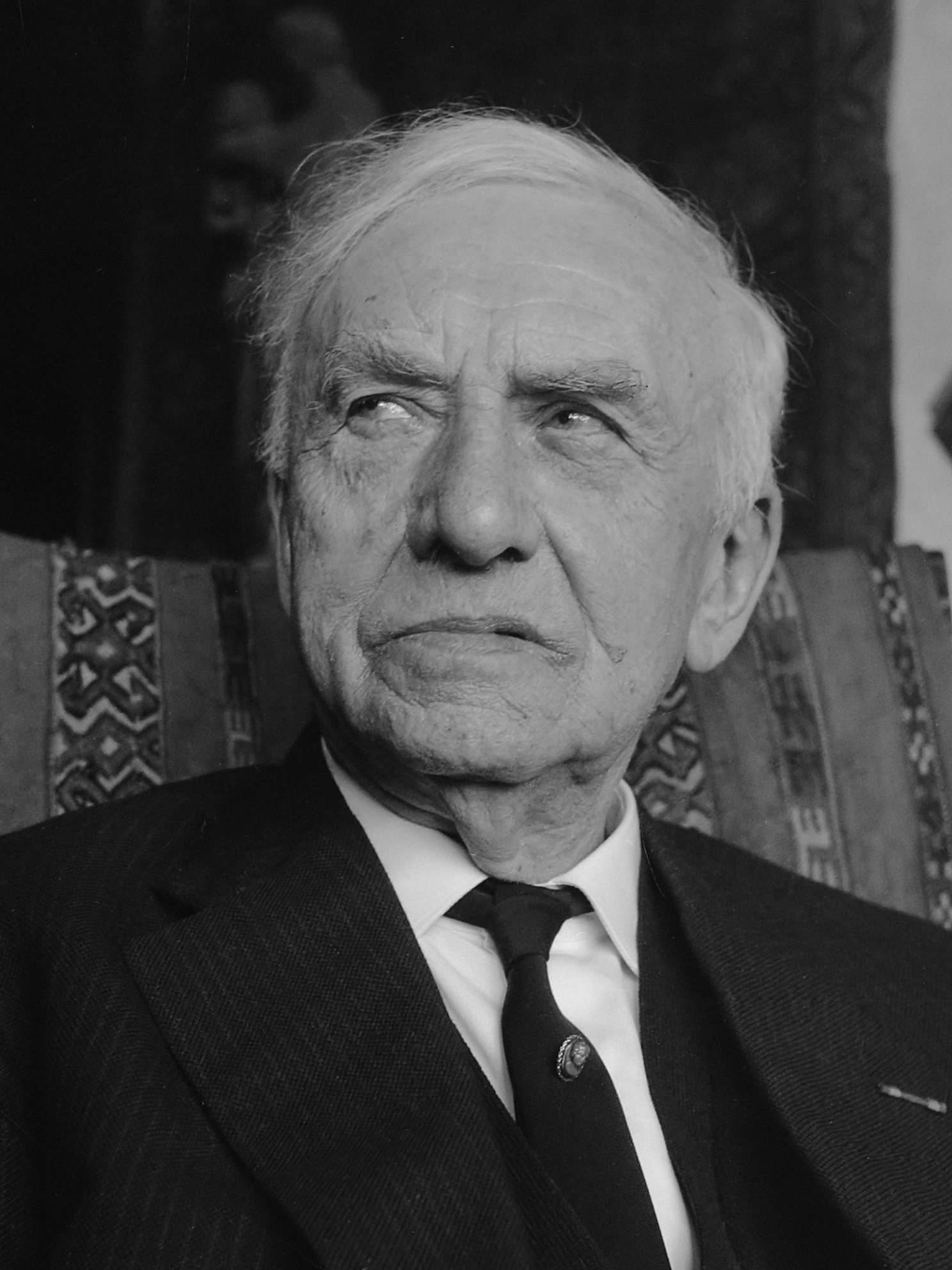
Jan Bronner (1961)

Como profesor en la Academia Estatal de Artes Visuales en Ámsterdam desde 1914 hasta 1947 fue el capitán de un gran número de escultores neerlandés: Gerrit van der Veen, Carel Kneulman, Wessel Couzijn, Mari Andriessen, Piet Esser, Cor Hund, Charlotte van Pallandt, Albert Termote, Margot Hudig-Heldring, Jacques van Rhijn, Gerrit Bolhuis, Johan Limpers, Nel Klaassen, Jan van Luijn y muchos otros.
Bronner se considera como el fundador del Grupo de abstracción figurativa (Groep van de figuratieve abstractie), también conocido como El Grupo (De Groep). Dejó una honda huella en las generaciones de escultores posteriores y es de gran importancia para la pintura abstracta, figurativa y para la escultura.

## Obras (selección)
| Ciudad      | Título                              | Dirección                          | Coordenadas                                                                                     | Material                          | Fecha realización | Fecha instalación | Imagen |
| ----------- | ----------------------------------- | ---------------------------------- | ----------------------------------------------------------------------------------------------- | --------------------------------- | ----------------- | ----------------- | ------ |
| Haarlem     | Orfeo                               | Plaza Wilson (Teatro de la Ciudad) | 52°22′40″N 4°37′31″E / 52.37778, 4.62528                                                        |                                   |                   |                   |        |
| Haarlem     | Tumba de HJ Mooijen                 | Cementerio General de Haarlem      | 52°23′48″N 4°38′24″E / 52.39667, 4.64000                                                        |                                   | 1912              |                   |        |
| Haarlem     | Tumba de P. Clausing Jr.            | Cementerio General de Haarlem      | 52°23′48″N 4°38′24″E / 52.39667, 4.64000                                                        |                                   | 1913              |                   |        |
| Haarlem     | Monumento a Hildebrand              | Bosque de Haarlem                  | 52°21′58″N 4°37′44″E / 52.36611, 4.62889                                                        | Piedra                            | 1913-1948         | 1962              |        |
| Heino       | estatuas del Monumento a Hildebrand |                                    | 52°25′0″N 6°12′48″E / 52.41667, 6.21333                                                         | piedra caliza francesa de Euville | 1913-1948         | 1990              | [ 4 ]  |
| Ámsterdam   | Teun de Jager                       | en el Parque Vondel                | 52°21′25″N 4°52′00″E / 52.35694, 4.86667                                                        |                                   | 1958              | bronce            | [ 5 ]  |
| Haarlem     | Hildebrand (Nicolaas Beets)         | Kleverlaan (Stadskweektuin)        | 52°23′48″N 4°38′24″E / 52.39667, 4.64000                                                        |                                   | 1968              |                   |        |
| Utrecht     | Grootmoeder Kegge - Abuela Kegge    |                                    | 52°6′39.14598301367903″N 5°7′8.86805534362793″E / 52.1108738841704663969, 5.1191300153732299805 | bronce                            | 1969              |                   |        |
| Eindhoven : | Buikje                              | en el Parque Stadswandel           |                                                                                                 | bronce                            | 1930/1940         | 1988/1990         |        |
| Eindhoven   | Keesje                              | en el Parque Stadswandel           |                                                                                                 | bronce                            | 1930/1940         | 1988/1990         | [ 6 ]  |
| Eindhoven   | Suzette Noiret                      | en el Parque Stadswandel           |                                                                                                 | bronce                            | 1930/1940         | 1988/1990         |        |
| Schijndel   | Van der Hoogen                      |                                    | 51°37′06″N 05°26′11″E / 51.61833, 5.43639                                                       | bronce                            |                   | 1991              |        |